# Francisco González Díaz

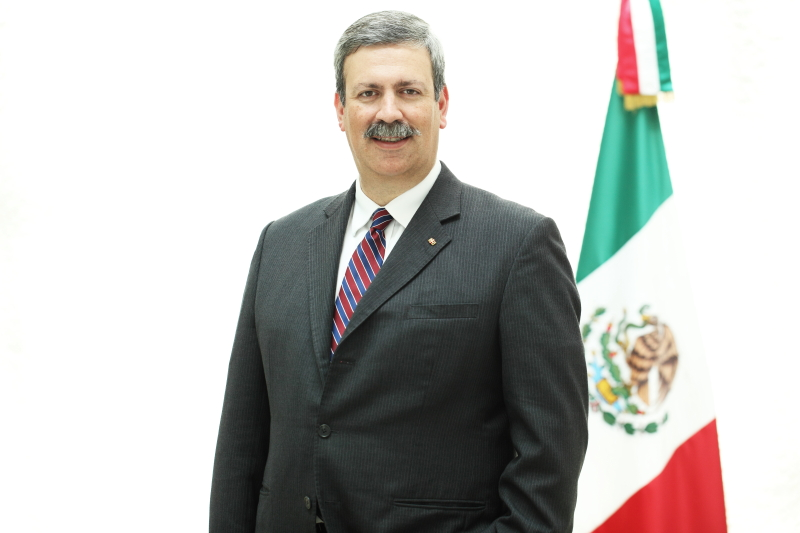
Francisco González Díaz (2012)

Francisco Nicolás González Díaz (* 10. September 1966 in Mexiko-Stadt) ist ein mexikanischer Diplomat. Ab 2010 war er Botschafter Mexikos in Deutschland mit Sitz in Berlin. Seit 2022 ist er geschäftsführender Präsident von Industria Nacional de Autopartes, A.C. in Mexiko.

## Leben und Werk
Francisco González studierte Betriebswirtschaftslehre am Autonomen Technischen Institut in Mexiko-Stadt. Anschließend erwarb er Mastergrade an der Technischen Hochschule Monterrey, Campus Mexiko-Stadt, und an der University of Texas at Austin.
Von 1991 bis 2001 arbeitete er im privaten und öffentlichen Finanzwesen, im Ministerium für Handel und Industrieförderung sowie im Innenministerium. Von 2002 bis 2008 hatte er das Amt des Handelsrats für Deutschland, Mittel- und Osteuropa der mexikanischen Außenhandelsbank BANCOMEXT in Frankfurt am Main inne. Von 2008 bis 2010 war er als Regionaldirektor für Europa, den Nahen Osten und Afrika bei der Handelsvertretung ProMexico, Investment and Trade in Frankfurt tätig.
Am 25. Juni 2010 wurde González als Botschafter Mexikos in Deutschland akkreditiert. Er ist Ehrenpräsident der Deutsch-Mexikanischen Gesellschaft. González wurde mit dem Großen Verdienstkreuz des Verdienstordens der Bundesrepublik Deutschland (Komtur) ausgezeichnet. 
González ist verheiratet und hat drei Kinder.
Im Juli 2013 wurde González nach Mexiko zurückbeordert und hält jetzt das Amt des weltweiten Generaldirektors für die Handelsvertretung ProMexiko inne.
Am 17. Januar 2022 wurde er als geschäftsführender Präsident der Industria Nacional de Autopartes, A.C., eingeführt, nachdem Óscar Albín, der den Verband mehr als ein Jahrzehnt lang geleitet hatte, ausgeschieden war.